# 巽格尔代沃
巽格尔代沃（羅馬化：Môhapurux Srimôntô Xôngkôrdew；1449年—1568年），又譯室唎曼陀·珊伽罗提婆、商羯罗提婆，阿萨姆宗教学者、社会改革家、剧作家，是阿萨姆文化史上的一颗巨星。出生在Baro-Bhuyans家族。他创立了新宗教Ekasarana Dharma，是毗湿奴运动的一部分。他同时对文学艺术也卓有贡献。他和他的追随者创立的许多众生寺，至今仍在发挥影响。